# 白條濕鸚鯛
白條濕鸚鯛，為輻鰭魚綱鱸形目隆頭魚亞目隆頭魚科的其中一種，分布於印度太平洋區，從東非至夏威夷群島、社會群島海域，棲息深度8-42公尺，體長可達6公分，棲息在珊瑚礁海域，生活習性不明。